# 도리스인

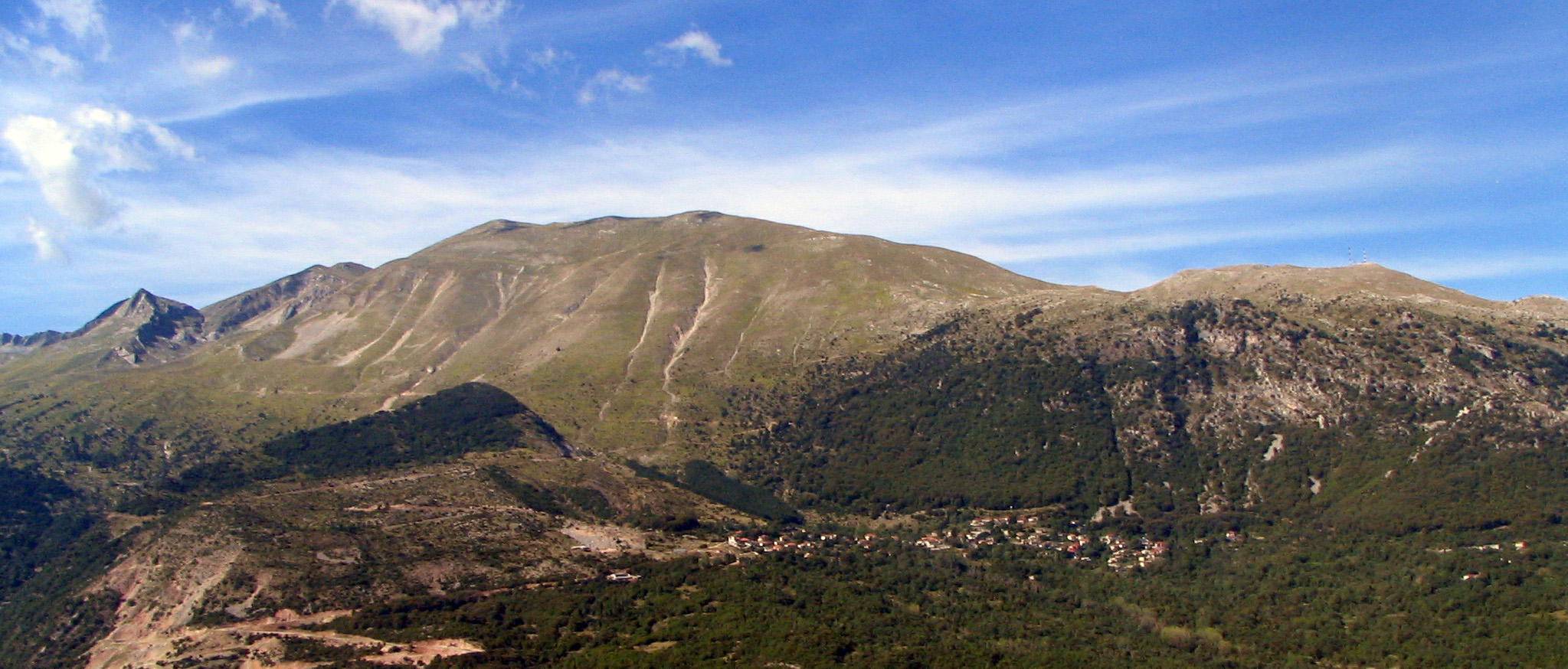
그리스의 고지대 - 핀도스산맥

도리스인(Dorians /ˈdɔːriənz/,그리스어: Δωριεῖς) 또는 도리아인은 기원전 16세기에서 기원전 12세기 무렵에 그리스 반도로 남하하여 스파르타, 코린토스 등의 폴리스를 건설한 민족이다.  복수형은 그리스어: Δωριεῖς(Dōrieîs), 단수형(singular) Δωριεύς(Dōrieús)이다. 
기원전 1200년 그리스 남부로 이동하여 미케네 문명을 파괴하였다. 인도유럽어 분파 중에서 원시 그리스어에서 파생된 언어를 사용한 아카이아인이 남부 그리스에 정착해 미케네 문명을 새웠다면, 나머지 그리스 분파는 북부에 남아 도리스인이 되었다. 기원전 1200년경 펠로폰네소스반도(그리스 남부)로 남하하여 미케네 문명을 멸망시킨 것으로 알려져 있지만, 선형문자들의 해석으로, 미케네 문명의 몰락 이전에 이미 도리스인 다수가 남하하여 미케네인과 공존했단 설이 제기되고 있다. 그리스 암흑시기인 기원전 8세기부터 6세기경 급격한 인구증가로 다른 그리스 종족들과 함께 흑해 북부, 터키 남부, 스페인, 이탈리아, 북아프리카 등지에 도시를 건설한 세력으로서, 아카이아인들과 함께 가장 큰 세력을 이룬 민족이다. 
그들이 세운 폴리스 중 스파르타가 대표적이다. 스파르타인들은 매우 엄격한 교육을 실시하였다. 스파르타 아이들은 7세쯤 되면 부모의 품을 떠나 또래 집단들과 공동생활의 하면서 신체 단련과 군사 훈련을 받았다. 훈련 과정에서는 심지어 남의 것을 훔치는 것이 용납되기도 하였는데, 그 또한 생존 능력의 하나로 인정되었기 때문이다. 이렇게 교육된 시민 전사를 바탕으로 강한 군사력을 가진 스파르타는 페르시아의 침략을 막아 내는 데 큰 역할을 하였다.(페르시아 전쟁)

## 도리아식
고대 그리스의 건축 양식 가운데 하나이다. 이오니아식, 코린트식과 함께 3대 양식에 속하며, 도리아식은 이 가운데 가장 오래된 양식으로서 기둥이 굵고 주추가 없으며 형태가 간소하다. 

## 도리아 양식
도리스인들이 창시한 고대 그리스의 건축 양식이다. 기둥이 굵고 주춧돌이 없으며 기둥머리 장식이 역원추 모양으로 간소하나 장중미가 있다. 코린트의 ‘아폴론 신전’, 아테네의 ‘파르테논 신전’, 올림피아의 ‘헤라의 신전’이 대표적인 건물이다.

## 도리아인
고대 그리스를 지배하던 종족이다. 기원전 12세기 무렵에 그리스반도로 남하하여 미케네 문화를 파괴하고 스파르타, 코린트 따위의 폴리스를 건설했다.

## 같이 보기
- 헤라클레이다이
- 도리스인의 침입
- 그리스 암흑기
- 바다 민족
- 아그리젠토
- 아르고스
- 코린토스
- 크레타
- 코스섬
- 도리스 (그리스)
- 에피다우로스
- 젤라
- 할리카르나소스
- 레프카다
- 린도스
- 메가라
- 니시로스섬
- 파셀리스
- 로도스섬
- 스파르타
- 시키온
- 시라쿠사
- 트리지나

## 참고 문헌
- The Dorians, University of Minnesota Ancient Greek Civilizations site
- Myres, John Linton (1910-19-11). 〈Dorians〉. 《The Encyclopedia Britannica: a Dictionary of Arts, Sciences, Literature and General Information》 8 11판. Cambridge, England and New York (printed): Cambridge University Press, Online Encyclopedia. Pages 425–428쪽. 2008년 1월 4일에 확인함.  Note that the online edition omits the critical bibliography, which features works only in German, and includes Müller but not Kretschmer. Also the online version runs paragraphs and section headings together. The paragraph division is not the one of the article.
- George Hinge, Scythian and Spartan Analogies in Herodotos’ Representation 보관됨 2013-10-28 - 웨이백 머신
- “Makedonia”. 《Pan-Macedonian Network》. Pan-Macedonian Association. 1995-1998. 2007년 12월 29일에 확인함.